# Agostina Segatori

Jean-Baptiste-Camille Corot:
Agostina, 1866

Agostina Segatori (* 1841 in Ancona; † 1910 in Paris) war ein italienisches Berufsmodell. Sie arbeitete in der zweiten Hälfte des 19. Jahrhunderts in Paris für mehrere bedeutende Maler. Anschließend betrieb sie das Künstlerlokal Le Tambourin und war kurzzeitig die Geliebte von Vincent van Gogh.

## Leben
Unklar ist, wann die im italienischen Ancona geborene Segatori nach Frankreich übersiedelte. Vermutlich zog sie mit Anfang 20 nach Paris und verdiente schon bald ihren Lebensunterhalt als Modell. Bereits ihre Tante Fortunata Segatori hatte als Malermodel gearbeitet. Die in Künstlerkreisen meist nur als L’Italienne (Die Italienerin) Bezeichnete posierte für verschiedene Maler, wobei nicht immer klar ist, für welche Gemälde sie Modell stand. So gibt es beispielsweise von mehreren Malern Bilder aus den 1860er-Jahren mit dem Titel L’Italienne, aber es ist nicht belegt, ob Agostina Segatori hierfür das Vorbild war. Zu den frühesten bekannten Bildern mit Agostina Segatori gehört das Gemälde Agostina von Jean-Baptiste Camille Corot aus dem Jahr 1866 (National Gallery of Art, Washington, D.C.). Vermutlich stand sie Corot in dieser Zeit auch für weitere Bilder Modell (beispielsweise für Zingara au tambour de basque, Louvre, Paris). Zu den weiteren Künstlern, denen sie Modell stand, gehörte der Maler Jean-Léon Gérôme.
Von 1872 bis 1884 hatte Agostina Segatori eine Beziehung mit dem Maler Édouard Joseph Dantan. Am 6. Oktober 1873 kam ihr Sohn Jean-Pierre zur Welt. Dantan, dessen Vater mit Vornamen ebenfalls Jean-Pierre hieß, erkannte die Vaterschaft des Kindes offiziell nicht an. Agostina Segatori gab bei den Behörden 1884 als Vater einen Mann mit dem Namen Morière an, sodass der Sohn den Namen Jean-Pierre Segatori-Morière trug. Er trat später in ein Geschäft für Bilderrahmen ein und arbeitete als Vergolder. Dantan, der mehrere Porträts der Segatori malte, schuf darüber hinaus einige Bilder von Jean-Pierre als Kind (Jean-Pierre en incroyable, Jean-Pierre en costume breton).
Nach ihrer Karriere als Modell eröffnete Agostina Segatori das Café Le Tambourin in der Rue de Richelieu Nr. 27. Sie führte das Café als italienisches Lokal und trug wie ihre Angestellten eine folkloristische Tracht, wie sie in der Landschaft Ciociaria bekannt ist, aus der die Vorfahren der Segatori kamen. Ein Plakat des Cafés von Jules Chéret zeigt eine Bedienung des Lokals in solch einer Aufmachung. Um 1878 malte Édouard Manet die Inhaberin Agostina Segatori ebenfalls in einer italienischen Tracht (Die Italienerin, Privatsammlung).
1885 zog das Café an den Boulevard de Clichy Nr. 62. Hier, in unmittelbarer Nachbarschaft zum Künstlerviertel Montmartre, entwickelte sich das Lokal schnell zum beliebten Treffpunkt von Malern wie Paul Gauguin, Norbert Goeneutte, Émile Bernard, Louis Anquetin oder Henri de Toulouse-Lautrec. Gelegentlich stellten diese Maler ihre Werke an den Wänden des Cafés aus. 1887 organisierte Vincent van Gogh im Le Tambourin eine Ausstellung mit japanischen Ukiyo-e-Holzschnitten und stellte im selben Jahr eine Reihe seiner Blumenstillleben im Lokal aus. Ihn verband eine zeitweilige Liebesbeziehung mit Agostina Segatori und er schuf einige Porträts von ihr. So malte er sie als Caféhausgast in Agostina Segatori im Café du Tambourin (Van Gogh Museum, Amsterdam) und sie saß vermutlich auch für das Gemälde Die Italienerin (Musée d’Orsay, Paris) Modell. Darüber hinaus schuf van Gogh von seiner Geliebten drei Aktbilder. Die Bilder Weiblicher Akt auf einem Bett (Barnes Foundation, Philadelphia), Liegender weiblicher Akt (Kröller-Müller Museum, Otterlo) und weiblicher Rückenakt (Privatbesitz) sind die einzigen Gemälde mit weiblichen Aktdarstellungen van Goghs.
Wenige Jahre später geriet das Café Le Tambourin in finanzielle Schwierigkeiten und Agostina Segatori musste das Lokal verkaufen. Sie starb 1910 in Paris.

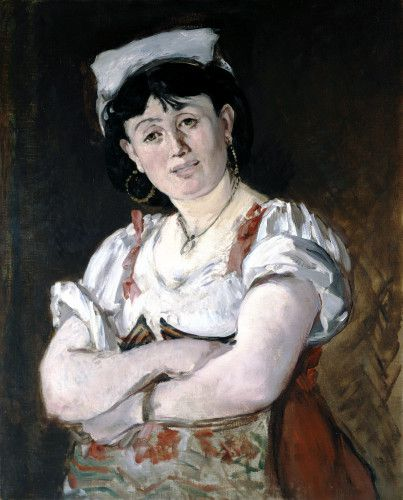
Édouard Manet: Die Italienerin, um 1878
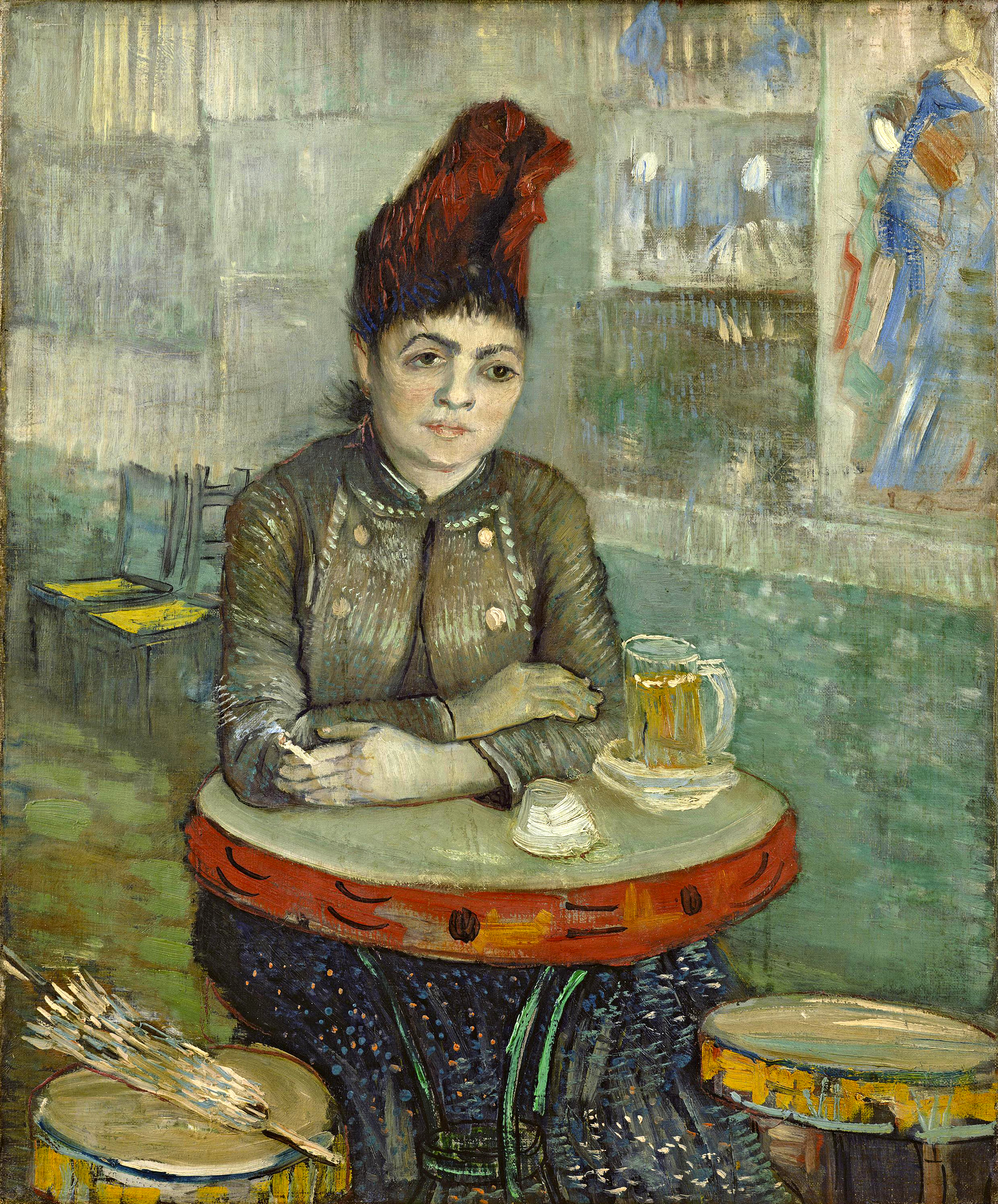
Vincent van Gogh: Agostina Segatori im Café du Tambourin, 1887
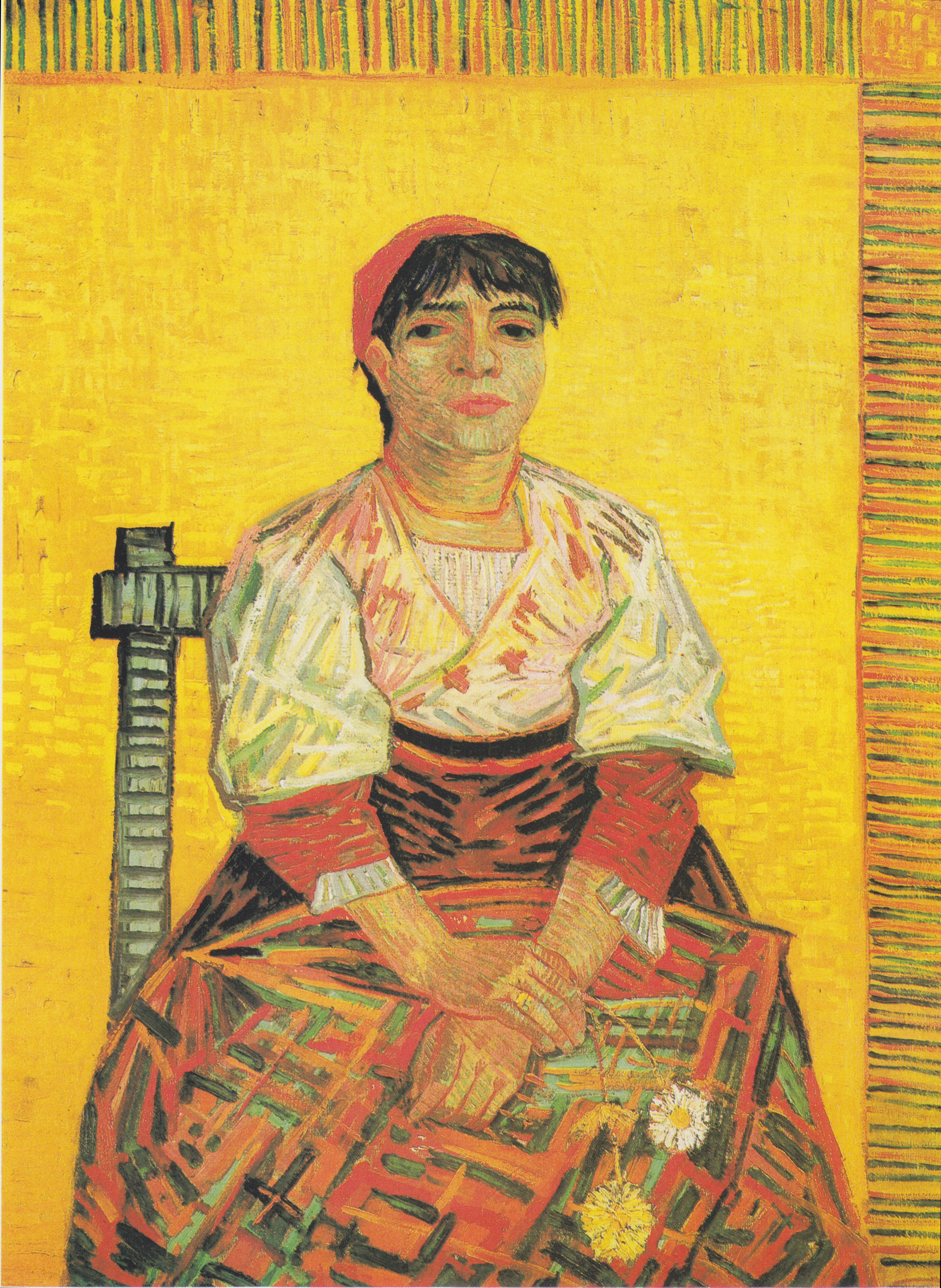
Vincent van Gogh: Die Italienerin, 1887
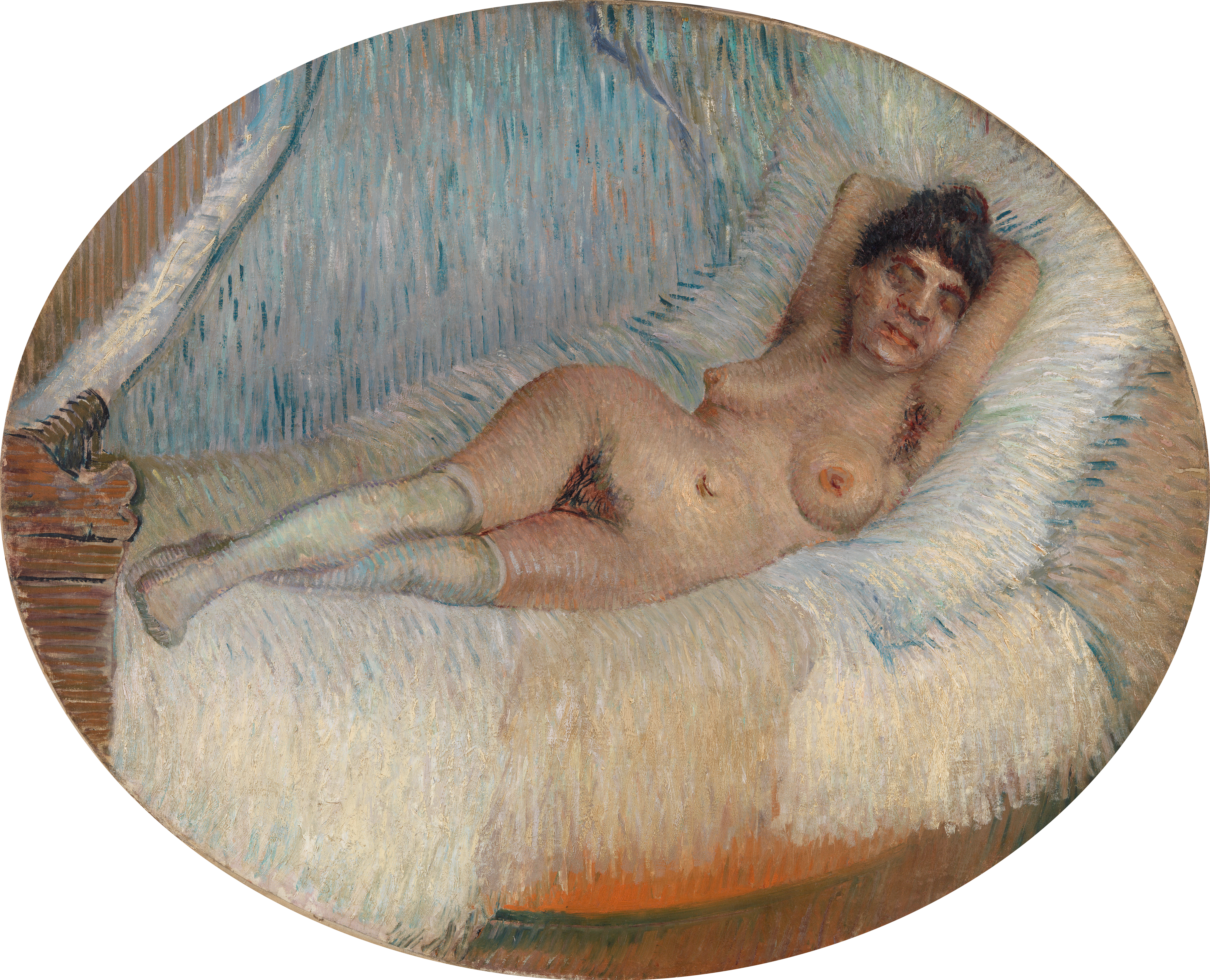
Vincent van Gogh: Weiblicher Akt auf einem Bett, 1887